# Birgit Friedmann
Birgit Friedmann (Königstein im Taunus, 8 april 1960) is een voormalige Duitse atlete, die uitkwam op de 1500 en 3000 m.

## Loopbaan
Haar grootste succes behaalde Friedmann in 1980 door in Sittard bij de wereldkampioenschappen op de 3000 m de titel te grijpen. Deze wereldkampioenschappen werden alleen gehouden voor de 3000 m en de 400 m horden, voor andere nummers golden de Olympische Zomerspelen als "officieus" wereldkampioenschap. Friedman liep een tijd van 8.48,05 en versloeg daarmee de Zweedse Karoline Nemetz (zilver, 8.50,22) en de Noorse Ingrid Kristiansen (brons, 8.58,80).
Friedman kwam in 1982 uit op de Europese kampioenschappen in Athene, waar ze vijfde werd op de 3000 en elfde op de 1500 m.
Als juniore vestigde Friedmann op 1 juli 1978 in Dortmund een juniorenwereldrecord op de 1500 m met een tijd van 4.06,02. Dit wereldrecord hield stand tot 1984, toen het werd overgenomen door Zola Budd.

## Titels
- Wereldkampioene 3000 m - 1980
- West-Duits kampioene 3000 m - 1978, 1980, 1981, 1982

## Persoonlijke records
| Onderdeel | Prestatie | Datum            | Plaats   |
| --------- | --------- | ---------------- | -------- |
| 1500 m    | 4.12,72   | 19 februari 1983 | Dortmund |
| 3000 m    | 8.43,65   | 9 september 1982 | Athene   |

## Palmares

### 1500 m
- 1982: 11e EK - 4.14,66

### 3000 m
- 1978: DNF EK
- 1980:  WK - 8.48,05
- 1982: 5e EK - 8.43,65

### veldlopen
- 1979: 71e WK (lange afstand)

1980 Brigit Friedmann ·
1983 Mary Decker ·
1987 Tatjana Samolenko ·
1991 Tatjana Dorovskich ·
1993 Qu Yunxia
- Gemeinsame Normdatei: 112694195
- World Athletics: 14344523
- International Standard Name Identifier: 0000 0000 1103 336X
- Virtual International Authority File: 312624846
- WorldCat: E39PBJyWYxrwxhxF76FWkrY773